# Balaustion pulcherrimum
Balaustion pulcherrimum är en myrtenväxtart som beskrevs av William Jackson Hooker. Balaustion pulcherrimum ingår i släktet Balaustion och familjen myrtenväxter. Inga underarter finns listade i Catalogue of Life.